# Testigo para un crimen
Testigo para un crimen és una pel·lícula argentina de 1963 dirigida per Emilio Vieyra. Va ser la primera de dues col·laboracions entre aquest director i l'actriu Libertad Leblanc (la segona seria María M., a l'any següent). Es tracta d'un thriller policial. Jorge Mobaied va ser assistent de direcció.
Filmada en blanc i negre, va ser estrenada a l'Argentina el 18 de setembre de 1963.

## Sinopsi
Mauricio Peña (José María Langlais), un home adinerat, arriba a Buenos Aires per a venjar la mort del seu jove germà Raúl (Alfonso de Grazia). Trava relació amb una suggestiva rossa sobrenomenada Blondie (Llibertat Leblanc), cantant d'un club nocturn regenteado per Otero (Carlos Carella), un cap mafiós.
Després de guanyar-se la confiança d'Otero, simulant estar disposat a finançar una operació d'assalt, Mauricio porta Blondie al seu apartament. Després de fer l'amor, interroga a la noia sobre les activitats d'Otero. Sense saber que l'estan usant com a informant, Blondie proveeix informació a Mauricio, informació que porta a aquest a creure que l'assassí que cerca és un gàngster anomenat Ricci (Amadeo Novoa).
No obstant això, Maurici no arriba a executar el seu pla de venjança contra Ricci. En un intent de violar a Blondie, Ricci és ultimat per un admirador de Blondie anomenat Loco (Mariano Bauzá), un home amb una certa malaptesa mental.
Otero mana als seus sequaços al fet que matin a Mauricio durant l'assalt. Però Mauricio aconsegueix ultimar-los i sortir amb vida.
Comprediendo que Blondie ha actuat com a informant de Mauricio, Otero va al seu apartament i la colpeja salvatgement. Llavors apareix Loco i mata a Otero. Arriba llavors Mauricio, qui és arrestat com a autor de la mort d'Otero, fins que Loco és finalment capturat.
Però Mauricio encara haurà d'esbrinar ―amb l'ajuda de l'inspector Santoni (Eduardo Muñoz)― qui ha assassinat al seu germà Raúl.

## Repartiment
- Libertad Leblanc	...	Blondie
- José María Langlais	...	Martin Peña
- Amadeo Novoa	...	Ricci
- Alfonso De Grazia	...	Raúl Peña
- Carlos Carella	...	Otero
- Eduardo Muñoz	...	Inspector Santoni
- Mariano Bauzá	...	Loco
- Dora Baret	...	Matilde
- Julio De Grazia	...	Romero
- Raúl del Valle	...	Quinteros
- Michelle	...	Self
- Rey Charol	...	Barman
- Justo Martínez
- Raúl Szabó	...	Sereno

## uriositats
Un dels números musicals en el club nocturn és realitzat per Michelle, un famós travestí estatunidenc, contractat especialment per a aquesta seqüència. Va ser la primera aparició d'un travestí en una pel·lícula argentina, una audàcia per a l'època.